# Thomas Blumenthal
Thomas Blumenthal (Parigi, 29 luglio 1985) è un attore francese.

## Biografia
Nato a Parigi, 29 luglio 1985, Blumenthal ha mosso i primi passi sul palcoscenico all'età di 8 anni, nella compagnia teatrale Les sales gosses. Nonostante egli stesso dubitasse della sua carriera per mancanza di opportunità, con la sua interpretazione nel ruolo di Dan nel film La crème de la crème, di Kim Chapiron, la sua carriera ha preso l'abbrivio, conquistando una nomination come rivelazione maschile dell'anno per i Lumières de la presse étrangère.

## Filmografia

### Cinema
- Les Choristes - I ragazzi del coro (Les Choristes), regia di Christophe Barratier (2004)
- Babysitting, regia di Nicolas Benamou e Philippe Lacheau (2014)
- La Crème de la crème, regia di Kim Chapiron (2014)

### Televisione
- Pour l'amour de Dieu, regia di Ahmed Bouchaala e Zakia Tahri - serie TV (2006)
- La Dame d’Izieu - serie TV (2007)
- R.I.S Police scientifique (RIS police scientifique) - serie TV, episodio 4x14 (2007)
- Brassens, la mauvaise réputation, regia di Gérard Marx - film TV (2011)
- D’Argent et de Sang, regia di Xavier Giannoli - serie TV, episodio 1x2 (2023)